# Aero A.101
El Aero A.101 fue un avión biplano de ataque y reconocimiento construido en Checoslovaquia durante los años 30 del siglo XX. En España fue conocido como "Praga". Una versión posterior, equipada con un motor más potente, fue producida como Aero Ab.101.

## Desarrollo

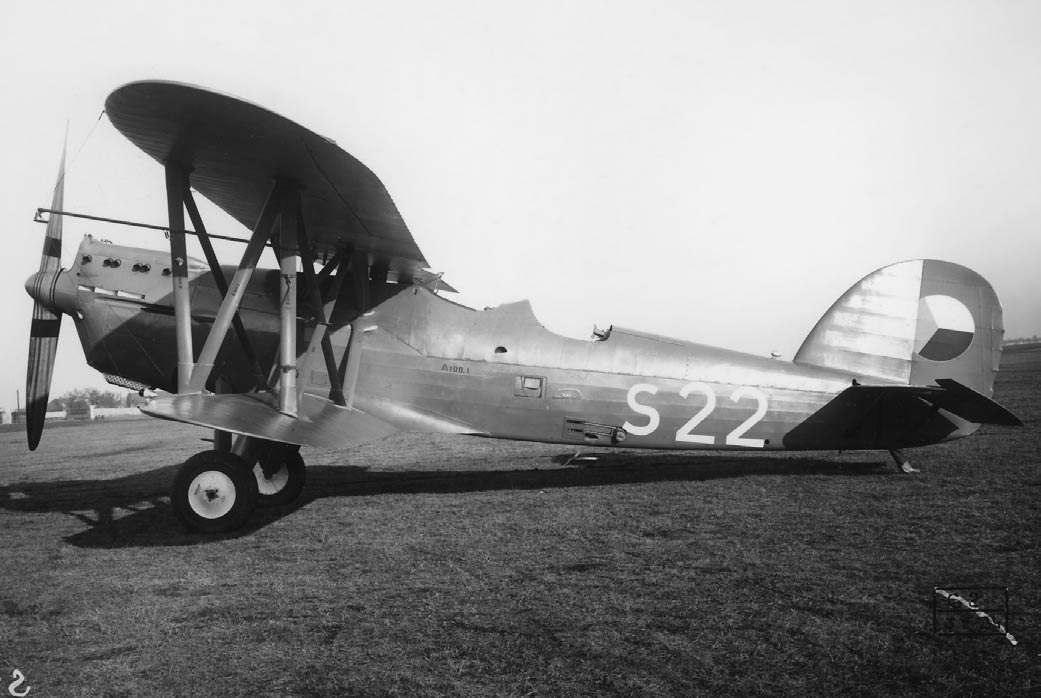
Aero A.100, cuyo aspecto era muy similar a su sucesor.

El A.101 surgió como un intento de mejorar el Aero A.100, aumentando su tamaño y dotándolo de un motor más potente. Sin embargo, incluso con un 33 % más de potencia, el rendimiento fue en realidad inferior, y la Fuerza Aérea Checoslovaca no estuvo muy interesada en este modelo. 
No obstante, el gobierno de la Segunda República Española, inmerso en una Guerra civil, mostró interés por el aparato y realizó una compra de 52 unidades. El 8 de abril de 1937 llegaron a España los primeros 22. Dentro de las Fuerzas Aéreas de la República Española (FARE) fueron agrupados en el Grupo 72, y otros nueve llegados en 1938 fueron destinados al Grupo 71 y asignados a la escuadrilla de bombardeo nocturno, junto a aparatos como los Vultee V-1, Dewoitine D.371 y Letov Š-231. A consecuencia de su mediocre rendimiento acabarían siendo relegados a realizar misiones de defensa de costas y en las escuelas de vuelo. 
Las fuerzas sublevadas llegaron a capturar algunos aviones durante su envío a la España republicana, por lo que fueron incorporados a su aviación y combatieron contra sus compradores originales.

## Operadores
Checoslovaquia
- Fuerza Aérea Checoslovaca

 Estado Eslovaco
- Fuerza Aérea Eslovaca

 Estado español
- Ejército del Aire de España

 República Española
- Fuerzas Aéreas de la República Española

## Especificaciones

### Características generales
- Tripulación: Dos
- Longitud: 12,1 m (39,7 ft)
- Envergadura: 17 m (55,7 ft)
- Altura: 3,7 m (12,2 ft)
- Superficie alar: 50,2 m² (540,4 ft²)
- Peso vacío: 2578 kg (5681,9 lb)
- Peso máximo al despegue: 4345 kg (9576,4 lb)
- Planta motriz: 1× motor lineal de 18 cilindros en W refrigerado por líquido Praga/Isotta Fraschini Asso 1000 RV.
  - Potencia: 746 kW (1029 HP; 1014 CV)

### Rendimiento
- Velocidad máxima operativa (Vno): 265 km/h (165 MPH; 143 kt)
- Alcance: 845 km (456 nmi; 525 mi)
- Radio de acción: km
- Alcance en combate: km
- Alcance en ferry: km
- Techo de vuelo: 5500 m (18 045 ft)

### Armamento
- Ametralladoras: 

  - 2x vz.30 de 7,92 mm disparando hacia delante
  - 2× vz.30 de 7,92 en montaje trasero
- Bombas: 500 kg

## Aeronaves relacionadas

### Desarrollos relacionados
- A.430
- A.100
- A.104

### Secuencias de designación
- Secuencia A._ (interna de Aero Vodochody): ← A.42 - A.46 - A.100 - A.101 - A.102 - A.104 - A.125 →
- Secuencia Numérica (Aeronaves del Ejército del Aire español (1939-1945)): ← 15 - 16 - 16W - 17 - 17W - 18 - 19 →